# Décrétion de Childebert
Droit romano-germain
Droit du haut Moyen Âge
La décrétion de Childebert (du latin decretio, « décision ») est un texte qui organise et modernise la justice et la police en Austrasie, réforme la loi salique et instaure l'égalité entre les conquérants francs et la population gallo-romaine. La décrétion fut inspirée et rédigée par la régente Brunehaut (ou Brunehilde) et instaurée par son fils, le roi Childebert II. La décrétion de Childebert fut énoncée et publiée en février 595.

## Contexte géopolitique

Les royaumes francs et 587. À la mort de Gontran, en 592, le royaume de Childebert (en bleu) s'agrandit du royaume de Gontran (en vert).

Le Royaume des Francs entre en pleins conflits de rivalités pour la possession de territoires et de fiefs entre les différents héritiers du royaume de Clovis. C'est ainsi que peu après le mariage de Brunehaut, sa sœur aînée Galswinthe épouse Chilpéric Ier, dont une concubine, Frédégonde, aspire fortement à devenir reine.
En 570, le meurtre de Galswinthe est suivi par le remariage de Chilpéric avec Frédégonde. Cet évènement déclenche une longue guerre entre l’Austrasie et la Neustrie, au nom de la faide germanique. Avec l'appui du roi mérovingien Gontran, Brunehaut obtient à titre de compensation (wergeld) la cession à elle-même du douaire de Galswinthe, consistant en plusieurs cités d'Aquitaine. Chilpéric n'accepte pas cette situation et se lance dans une guerre contre Sigebert Ier époux de Brunehaut. En 575, celui-ci réplique en lançant à partir de Paris deux attaques, d'une part vers Rouen, d'autre part vers la Picardie. Chilpéric s'enferme dans Tournai, tandis que Sigebert obtient le ralliement d'une partie de son armée à Vitry, près d'Arras : il est alors « hissé sur le pavois » (reconnu comme roi). Mais il est assassinépar des hommes de mains de Chilpéric. Chilpéric s'empare alors de Paris où Brunehaut est faite prisonnière et emmenée à Rouen. Childebert est proclamé roi à Metz et il reçoit l'appui de la noblesse du royaume de Sigebert et la protection de Gontran, qui devient son tuteur.
En 576, Brunehaut épouse le fils de Chilpéric, Mérovée. Chilpéric réagit à cet acte de rébellion en faisant tonsurer Mérovée qui est ensuite assassiné (577). Mais cet épisode permet à Brunehaut d'échapper à Chilpéric. Brunehaut rejoint son fils à Metz. Elle se heurte alors à une forte opposition des grands du royaume, dont les principaux, Aegidius, évêque de Reims et le duc Gontran Boson.
En 584, Chilpéric Ier est assassiné, laissant un fils âgé de seulement quatre mois, Clotaire.
En 585, la majorité de Childebert est proclamée, ce qui permet à Brunehaut de retrouver une meilleure position. Un rapprochement avec Gontran a lieu en 587, avec le traité d'Andelot : au cas où un des deux rois mourrait sans fils, l'autre hériterait de son royaume (les droits éventuels de Clotaire, fils de Chilpéric, étant donc laissés de côté).
À la mort de Gontran en 592, Childebert hérite comme prévu de la couronne de Burgondie et sa mère Brunehaut règne de fait sur l’Austrasie et sur la Burgondie, mais doit faire face aux attaques de Frédégonde, régente de Neustrie pour le compte de son fils Clotaire II âgé de 8 ans.
Childebert meurt en 596, très probablement empoisonné, peut-être à l’instigation de Frédégonde, laissant deux fils, Thibert (ou Théodebert) en Austrasie et Thierry (ou Théodoric) en Burgondie.

## La décrétion

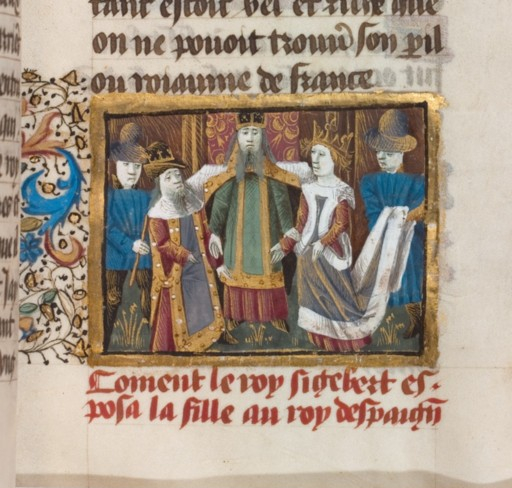
Mariage de Brunehaut et de Sigebert. Grandes Chroniques de France, BNF Fr.2610 f.31r.

En 595, Brunehaut règne à travers son fils, Childebert, sur les royaumes d'Austrasie et de Burgondie. Childebert ne voit aucun inconvénient au rôle prépondérant de sa mère sur ses royaumes. Brunehaut tient à réformer les institutions du Royaume des Francs, afin de renforcer le pouvoir central, maîtriser les seigneuries vassales et modifier les règles de la loi salique très machiste et très préjudiciable aux droits des femmes. En février 595, est énoncé et publié l'édit royal dénommé "Décrétion de Childebert" lors d'une grande cérémonie sur le Champ-de-Mars à Paris, ville acquise par Childebert lors de la succession de Gontran en 592.

### Le droit des femmes
Brunehaut n'a pas oublié l'épisode que raconte Grégoire de Tours. Ce dernier rapporte qu'au cours d'une rencontre au sommet, Brunehaut aurait été directement menacée par un proche d'Aegidius, Ursion : « Éloigne-toi de nous, femme… Maintenant, c'est ton fils qui règne… Éloigne-toi, pour que les sabots de nos chevaux ne t'écrasent pas sur leur passage. » Elle s'engagea dans un long combat contre les leudes locaux qui s'opposaient à être dominés par une femme. Elle pourfendit cette vieille coutume héritée des anciens Germains sur la lignée réservée aux seuls mâles pour les dynasties franques. La loi salique fut complétée. Dans ce texte rédigé en grande partie en latin sous le nom de "pactus legis salicæ", « pacte de la loi salique », des phrases entières en vieux bas francique sont latinisées. Les termes utilisés dans la nouvelle version écrite et les principes appliqués témoignent autant de larges emprunts au droit romain qu'à la tradition germanique. Ainsi le droit d'une femme de ne pas être mariée contre son gré a été instauré et sera maintenu dans la décrétion de Clotaire en 614.

### La justice
Brunehaut s'opposa à la règle établie par la loi salique sur la "vengeance" pour celle du "châtiment". Dorénavant la punition pour crime, la faide, n'est plus une affaire d'ordre privé ou une vendetta familiale mais relève de la justice royale et des juges pour régler les différents. «Il est juste que celui qui a su tuer injustement apprenne à mourir justement», note Brunehaut, et le meurtrier qui aura «follement tué sans aucune justification» sera passé par les armes. Les voleurs aussi, s'il se trouve «cinq ou six personnes de bonne foi parlant sans haine et sous serment». Si le voleur est bien né, il comparaîtra devant la justice du roi. Le manant sera pendu haut et court. La justice d'État remplace la justice privée, mais demeure néanmoins une justice de classe.

### La police
Brunehaut invente une nouvelle institution, celle du "centenarius", à la fois "commissaire de police" et juge de paix. Le "centenarius" préside le tribunal local. Brunehaut en fait le responsable cantonal de la sécurité à la place des vigiles (ad vigilas constituti) préposés au guet nocturne. La Décrétion de Childebert charge le "centenier-commissaire" des enquêtes, il a le droit de requérir des particuliers (avec amende de soixante sols d'or en cas de refus) et il doit poursuivre un voleur même si le délit a été commis dans le "canton" voisin. Les centeniers-commissaires sont chargés de la police d'un canton et leur fonction principale est de poursuivre et d'arrêter les malfaiteurs.

### L'égalité entre Francs et Gallo-romains
La décrétion de Childebert établit l'égalité entre les descendants des conquérants Francs et de la population d'origine gallo-romaine. Cette résolution égalitaire permettra d'organiser l'État sur des bases solides et élargies à l'ensemble des habitants et de fixer la hiérarchie des pouvoirs dans les provinces, sous l'autorité des comtes vassaux nommés par le roi et exerçant un rôle de "préfet" dans leur fief au nom du pouvoir royal.

### L'administration
Le royaume franc s'organise autour de l'État et du pouvoir royal central. L'aristocratie franque est au service du roi et doit lui rendre des comptes sur ses seigneuries, fiefs et comtés. Les seigneurs doivent appliquer les décisions, ordonnances et édits royaux. Brunehaut s’attacha à entretenir les routes de communication, ainsi les nombreuses voies romaines qu’elle restaura portent le nom de chaussée Brunehaut. Elle est dans le légendaire des « bâtisseuses ».

## Conséquences

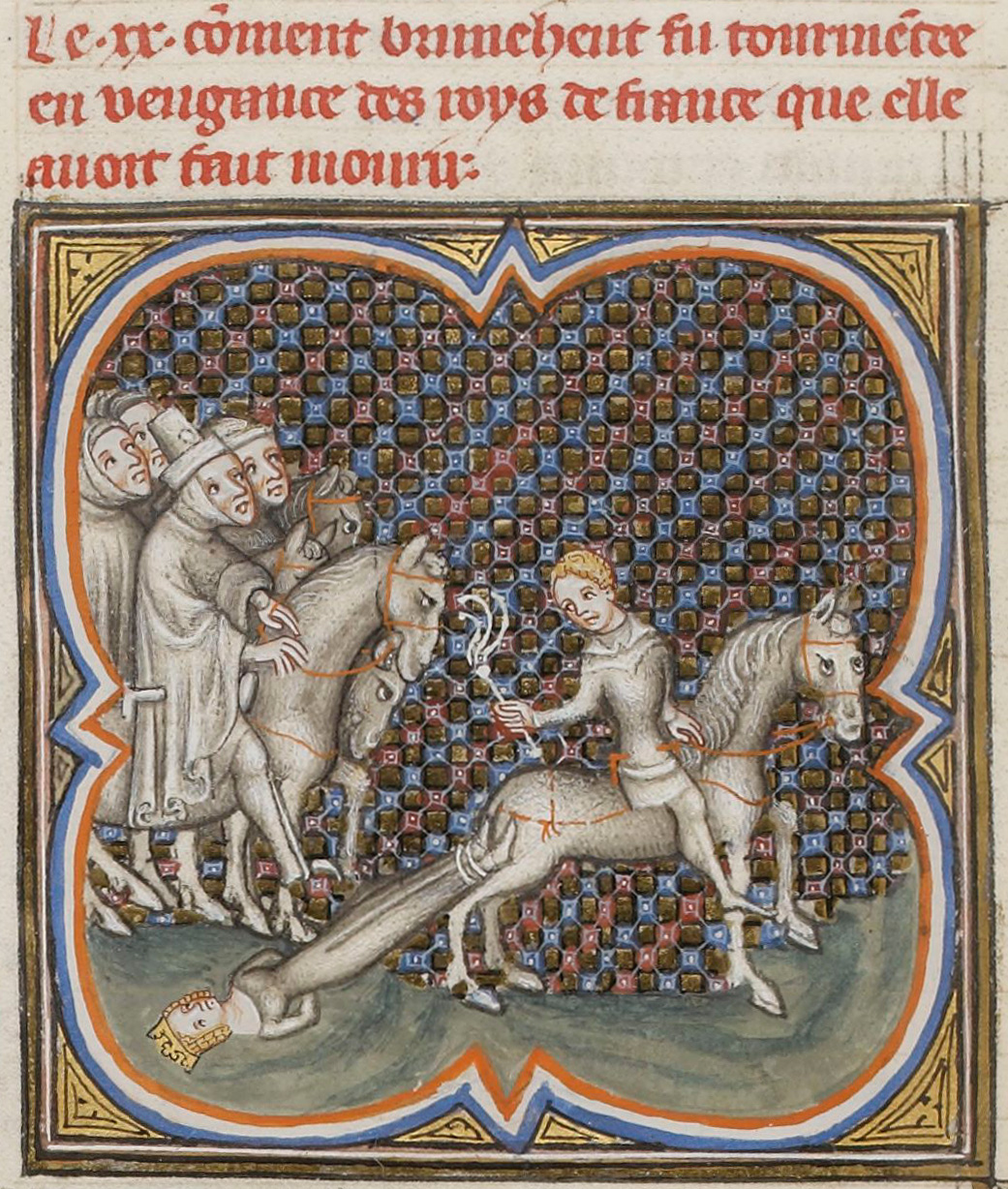
Supplice de la reine Brunehaut. Grandes Chroniques de France de Charles V. XIVe siècle. Paris, Bibliothèque nationale de France.

La décrétion de Childebert apporte d'importantes modifications à la loi salique, notamment par la réintroduction du droit romain préexistant en Gaule jusqu'à l'invasion des Francs. L'organisation territoriale du royaume des Francs est engagée sur les plans judiciaire, sécuritaire et administratif sous l'autorité unique du pouvoir royal. De nouveaux droits sont accordés aux femmes. Enfin l'égalité entre les Francs et les Gallo-romains est reconnue.
Brunehaut, par son autorité et sa grande culture, fait plutôt rare pour l’époque même parmi les rois et la noblesse, avait une très haute conscience de sa qualité de reine, fille de roi. Elle eut des partisans parmi la noblesse franque austrasienne et bourguignonne. Elle fut trois fois régente des royaumes d’Austrasie et Burgondie, d’abord pour son fils Childebert qui meurt empoisonné à peine un an après sa décrétion royale, puis pour ses petits-fils Thibert et Thierry et enfin pour son arrière-petit-fils Sigebert. Elle s’est efforcée de conserver l’autorité royale sur une aristocratie franque souvent rebelle et prompte à la confisquer. Elle s’est vu reprocher par le « pape de Rome », de laisser les juifs et les chrétiens de son royaume fêter les jours de Pâque ensemble dans les mêmes lieux de culte… Elle répondit que les problèmes religieux étaient de la responsabilité des « papes » (les évêques), et non de la sienne.
En 613, n'acceptant pas la domination de Brunehaut, un certain nombre de nobles austrasiens font appel à Clotaire II, qui envahit l'Austrasie ; Brunehaut et les fils de Thierry lui sont livrés. Accusée de meurtres, elle est jugée coupable et condamnée à mort. Elle subit un châtiment extrêmement dur : suppliciée trois jours puis exécutée en étant attachée à l'arrière d'un cheval indompté.
En 614, Un nouvel édit royal, la décrétion de Clotaire viendra amender celui de Childebert. L'édit de Clotaire a été généralement considéré comme une série de concessions à la noblesse d'Austrasie, qui avait pris parti pour lui contre Brunehaut. L'édit recadre les pouvoirs des prélats et réaffirme l'autorité du pouvoir central dans cette période d'unification des royaumes Francs. Il confirme le droit romain rétabli par la décrétion de Childebert ainsi qu'un certain nombre de dispositions en faveur du droit des femmes.